# Atriplex hulmeana
Atriplex hulmeana là loài thực vật có hoa thuộc họ Dền. Loài này được Tascher. mô tả khoa học đầu tiên năm 1989.